# Sant Miquel de Serra-sanç
L'esglesiola de Sant Miquel de Serra-sanç o millor potser de Serrassanç, forma un petit agregat de Sallent, del qual dista 4 Kilòmetres. És un monument protegit i inventariat dins el Patrimoni Arquitectònic Català
Està situada entre els masos Soler i Vilaseca, dalt d'una petita Serra que s'acosta als 400 metres d'altitud, apartada de les carreteres generals i sensiblement a igual distància de Sallent que de Balsareny. Fins a l'arranjament parroquial dels anys 1855 – 1868, tingué certs atributs parroquials que aleshores va perdre del tot per restar una senzilla capella publica de Sallent.

## Localització i accés
Situat al nord, dalt d'una petita Serra, als voltants de 400 metres d'altitud, S'hi accedeix des de la vila de Sallent. Venint de Manresa, cal travessar la població i, a la zona esportiva, barriada del poble nou, s'agafa una pujada per la muntanya caml del Pal, trobant una cruïlla de camins a la banda esquerra una pujada que ens porta a l'ermita de Serra-sanç.

## Descripció
Les primeres notícies històriques s'inicien l'any 951 quan entre les possessions confirmades pel papa Agapet II a Ripoll, s'esmenta “la Serra que Sanç va donar al dit monestir amb els seus delmes i béns, en el territori o pagus de Balsareny”. De l'església i de la parròquia com a tal, n'hi ha notícies des dels volts del 1154, quan la parròquia de Serra de Sancho consta en unes llistes parroquials del bisbat de Vic.
El territori de Serrassanç fou confiat a la dotació del monjo Cambrer de Ripoll, que tenia la jurisdicció civil sobre la Quadra de Serra-sanç; la criminal era del Baró de Balsareny. En l'aspecte religiós, la parròquia també depenia del Cambrer de Ripoll, que era qui nomenava, amb l'aprovació del bisbe de Vic, el sacerdot que tenia la seva cura d'ànimes.
El seu terme arriba a comptar amb 20 famílies, que s'havien reduït a 7 entre els segles XVI i XVIII; per aquesta raó, aleshores no residia allà el seu rector, ni tan sols hi havia rectoria. Sant Miquel era servit des de Sallent, i en els darrers segles, el seu rector solia esser un membre de la comunitat de beneficiats de dita vila.
L'església actual correspon al segle XII. És un edifici de boniques proporcions que treu tota la bellesa de l'harmonia de les seves línies romàniques. Consta d'una nau amb volta de canó i un arc toral o dobler al seu centre; el seu absis és ornamentat amb una graciosa ratlla de dents de serra i amb una finestreta de doble espitllera. L'antic portal, fins ara tapiat, era al mur de migdia, però més tard s'obrí una nova porta a ponent, on també s'aixecà un ampli campanar d'espadanya, ara restaurat i retornat a les línies primitives. El seu carreu és de terme mitjà i ben tallat. No té cap afegitó posterior. Segles enrere comptà amb un altar de Santa Maria i, des del 1643, amb un del Roser, que no varen mutilar la seva estructura. És probable que abans d'aquesta existís una altra església, que el 1520 és dita de Serrassanç vell.

## Notícies històriques
Després d'un abandonament de més de 30 anys, l'any 1980 el grup sallentí del F.A.E.S. (Forment Arqueològic Excursionista Sallentí), filial del Centre Excursionista del Bages, hagués empres l'obra de neteja i restauració del temple amb un interès i cura dignes del millor elogi. (Antoni Pladevall). Amb motiu de la restauració van ser també editats amb lletra de mn. Josep Maria Gasol i música de mn. Josep Potellas.